# Lara Kipp
Lara Michaela Kipp, född 4 oktober 2002, är en österrikisk rodelåkare.

## Karriär
Vid VM 2025 i Whistler tog Kipp guld tillsammans med Selina Egle i dubbel samt guld tillsammans med Selina Egle, Thomas Steu och Wolfgang Kindl i mixeddubbel.